# Jhumpa Lahiri
Nilanjana Sudeshna Lahiri, detta Jhumpa (Londra, 11 luglio 1967), è una scrittrice statunitense.
La sua prima raccolta di racconti brevi, L'interprete dei malanni (Interpreter of Maladies), uscita nel 1999, colpì immediatamente l'attenzione di molti lettori e della critica ottenendo il Premio Pulitzer per la narrativa e il Premio PEN / Hemingway. Dal suo primo romanzo L'omonimo (The Namesake) del 2003, la regista Mira Nair ha tratto il popolare film Il destino nel nome - The Namesake. Con la raccolta di racconti Una nuova terra (Unaccustomed Earth), uscita nel 2008, vince il Frank O'Connor International Short Story Award e la III edizione del Premio Gregor von Rezzori per la miglior opera di narrativa straniera nel 2009. Il suo secondo romanzo, The Lowland (2013), è stato finalista sia per il Man Booker Prize che per il National Book Award for Fiction. In tutti questi lavori, Lahiri ha esplorato l'esperienza degli immigrati indiani negli Stati Uniti.
Appassionata della lingua italiana, (ha un dottorato in studi rinascimentali), nel 2011, Lahiri si è trasferita a Roma, coi suoi due figli e il marito, Alberto Vourvoulias-Bush. Nel 2015 pubblica il suo primo scritto direttamente in italiano, l'autobiografico In altre parole, vincitore nello stesso anno del Premio Internazionale Viareggio-Versilia.
Nel 2019 pubblica il suo primo romanzo in italiano, intitolato Dove mi trovo, Ha anche compilato, curato e tradotto il Penguin Book of Italian Short Stories che include 40 racconti italiani scritti da 40 diversi scrittori italiani. Ha inoltre tradotto alcuni dei suoi scritti e quelli di altri autori dall'italiano all'inglese.
Nel 2015 riceve la laurea honoris causa in Lingua e Cultura italiana per l'insegnamento agli stranieri e per la scuola presso l'Università per stranieri di Siena. Nel 2021 riceve un'altra laurea honoris causa, stavolta in Specialized translation, presso l'Università di Bologna.
È professoressa di scrittura creativa all'Università di Princeton.

## Biografia
È nata a Londra da genitori immigrati dallo stato stato indiano del Bengala Occidentale. La sua famiglia si trasferì poi negli Stati Uniti d'America quando Lahiri aveva tre anni; si considera un'americana e ha detto: "Non sono nata qui, ma avrei potuto anche esserlo". Lahiri è cresciuta a Kingston, in Rhode Island, dove suo padre Amar Lahiri lavorava come bibliotecario all'Università del Rhode Island; il padre le è d'ispirazione per il protagonista di "The Third and Final Continent", la storia che conclude Interpreter of Maladies. La madre di Lahiri voleva che i suoi figli crescessero coscienti della propria eredità bengalese e la sua famiglia andava spesso a trovare i parenti a Calcutta.
Quando iniziò la scuola materna a Kingston, Rhode Island, la maestra di Lahiri decise di chiamarla col suo nome infantile, Jhumpa, perché era più facile da pronunciare del suo "nome proprio". Lahiri ricorderà: "Mi sono sempre sentita così imbarazzata dal mio nome... Ti senti come se stessi causando dolore a qualcuno semplicemente per essere ciò che sei." L'ambivalenza di Lahiri sulla sua identità è stata l'ispirazione per l'ambivalenza di Gogol, il protagonista del suo romanzo The Namesake, riguardo al suo insolito nome. In un editoriale su Newsweek, Lahiri ha affermato di aver "sentito una forte pressione per essere due cose [allo stesso tempo], fedele al vecchio mondo e fluente nel nuovo". Gran parte delle sue esperienze crescendo da bambina sono state contrassegnate da questa contrapposizione. Da adulta, s'accorse di essere in grado di far parte in egual modo di queste due dimensioni senza l'imbarazzo e la lotta che aveva quando era bambina. Lahiri si maturò presso la South Kingstown High School e si laureò in letteratura inglese presso il Barnard College della Columbia University nel 1989.
Quindi Lahiri conseguì numerosi titoli presso l'Università di Boston: un Master in lingua inglese, un Master in scrittura creativa, un Master in letteratura comparata e un dottorato di ricerca in studi rinascimentali. La sua tesi di dottorato, completata nel 1997, s'intitolava Accursed Palace: The Italian palazzo on the Jacobean stage (1603-1625). I suoi relatori principali erano William Carroll (lingua inglese) e Hellmut Wohl (Storia dell'arte). Ottenne quindi una borsa di studio presso il Centro di Belle Arti di Provincetown per i successivi due anni (1997-1998). Lahiri ha insegnato scrittura creativa alla Boston University e alla Rhode Island School of Design.
Dal 2001, Lahiri è sposata col giornalista Alberto Vourvoulias-Bush, allora vicedirettore di TIME Latin America. Nel 2011 si stabilisce a Roma con il marito e i loro due figli, Octavio (nato nel 2002) e Noor (nata nel 2005). Lahiri è entrata a far parte della facoltà della Princeton University il 1º luglio 2015 come professoressa di scrittura creativa presso il Lewis Center for the Arts.

## Carriera letteraria

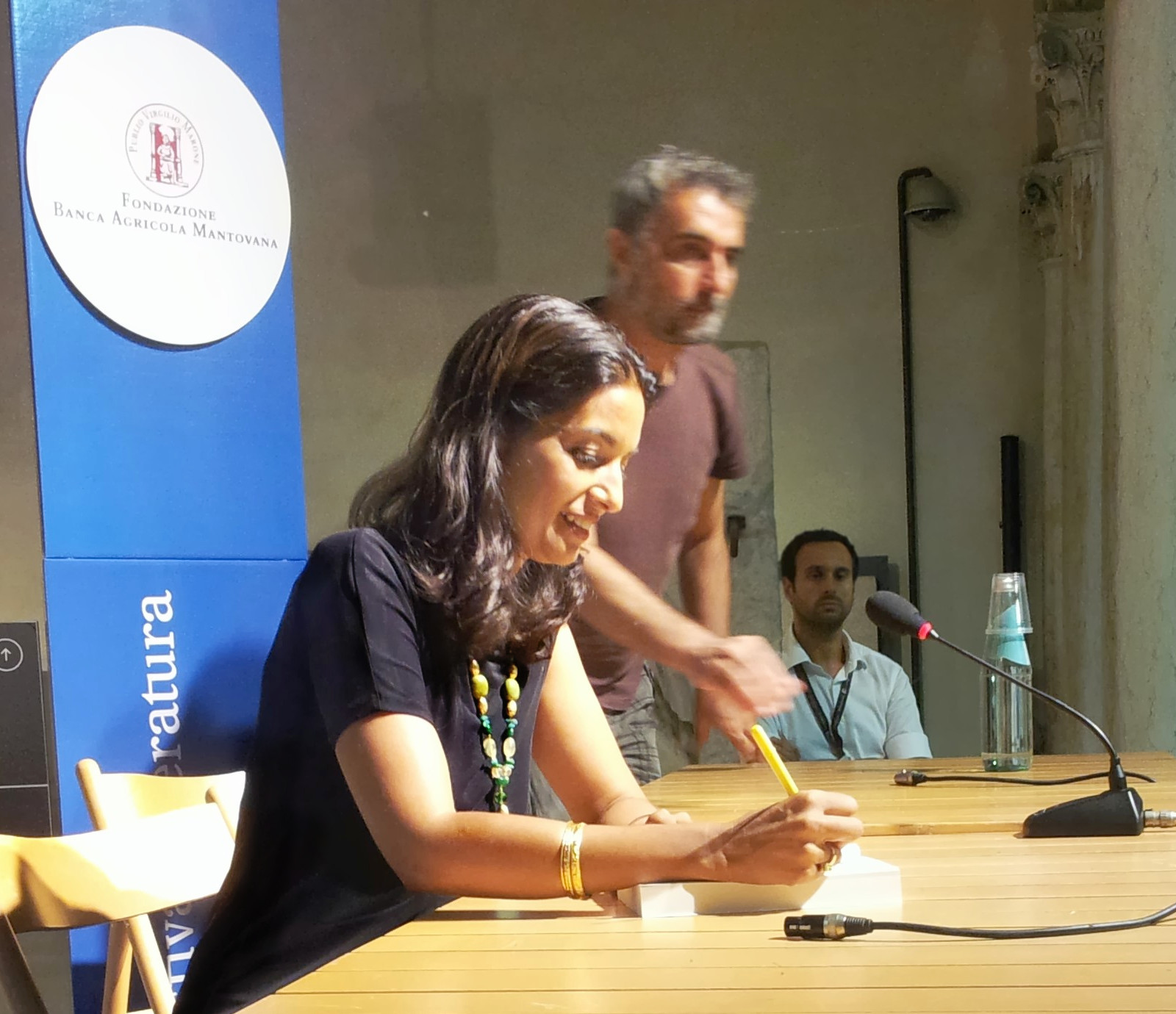
Lahiri nel 2013 al Palazzo San Sebastiano di Mantova per il Festivaletteratura

I primi racconti di Lahiri subirono "per anni" il secco rifiuto degli editori. La sua raccolta di racconti di debutto, Interpreter of Maladies, fu infine pubblicata nel 1999. Le storie affrontano temi sensibili nella vita degli indiani o degli immigrati indiani, con temi come le difficoltà coniugali, il lutto per un bambino nato morto e la disconnessione tra immigrati degli Stati Uniti di prima e seconda generazione. Lahiri in seguito ha scritto: "Quando ho iniziato a scrivere non ero consapevole che la mia materia era l'esperienza [di vita] indiano-americana. Ciò che mi ha attirato nella mia arte è stato il desiderio di forzare i due mondi che occupavo a mescolarsi sulla pagina, perché non ero abbastanza coraggiosa, o abbastanza matura, da permetterlo nella vita." La raccolta è stata elogiata dalla critica americana, ma ha ricevuto recensioni contrastanti in India, dove i recensori erano alternativamente entusiasti e sconvolti che Lahiri non avesse "dipinto gli indiani sotto una luce più positiva". Interpreter of Maladies ha venduto 600 000 copie e fu insignito col premio Pulitzer 2000 per la narrativa (solo la settima volta che una raccolta di storie ha vinto il premio).
Nel 2003, Lahiri pubblicò il suo primo romanzo, The Namesake. Il tema e la trama di questa storia sono stati in parte influenzati da una storia di famiglia ascoltata in giovinezza. La cugina di suo padre fu coinvolta in un disastro ferroviario e fu salvata solo quando i soccorritori videro un raggio di luce riflesso da un orologio che indossava - in modo simile a come si salva da un disastro ferroviario Ashoka, il padre del protagonista, grazie al libro dell'autore russo Nikolai Gogol. Ashoka e Ashima si stabiliscono quindi a New York, dove nascono due figli cui danno nome Gogol e Sonia. Insieme i due bambini crescono in una cultura con modi e costumi diversi che si scontrano con ciò che i loro genitori hanno insegnato loro. Un adattamento cinematografico di The Namesake uscì nel marzo 2007, diretto da Mira Nair e interpretato da Kal Penn nei panni di Gogol, e le star di Bollywood Tabu e Irrfan Khan nei panni dei suoi genitori. Lahiri stessa vi appare in un cameo come "Zia Jhumpa".
La seconda raccolta di racconti di Lahiri, Unaccustomed Earth, è stata pubblicata il 1º aprile 2008, raggiungendo la rara distinzione di debuttare al numero 1 nella lista dei best seller del New York Times. Il redattore della New York Times Book Review, Dwight Garner, dichiarò: "È difficile ricordare l'ultimo lavoro di narrativa veramente serio e ben scritto, in particolare un libro di storie, che è balzato direttamente al primo posto; è una potente dimostrazione della nuova influenza commerciale di Lahiri".

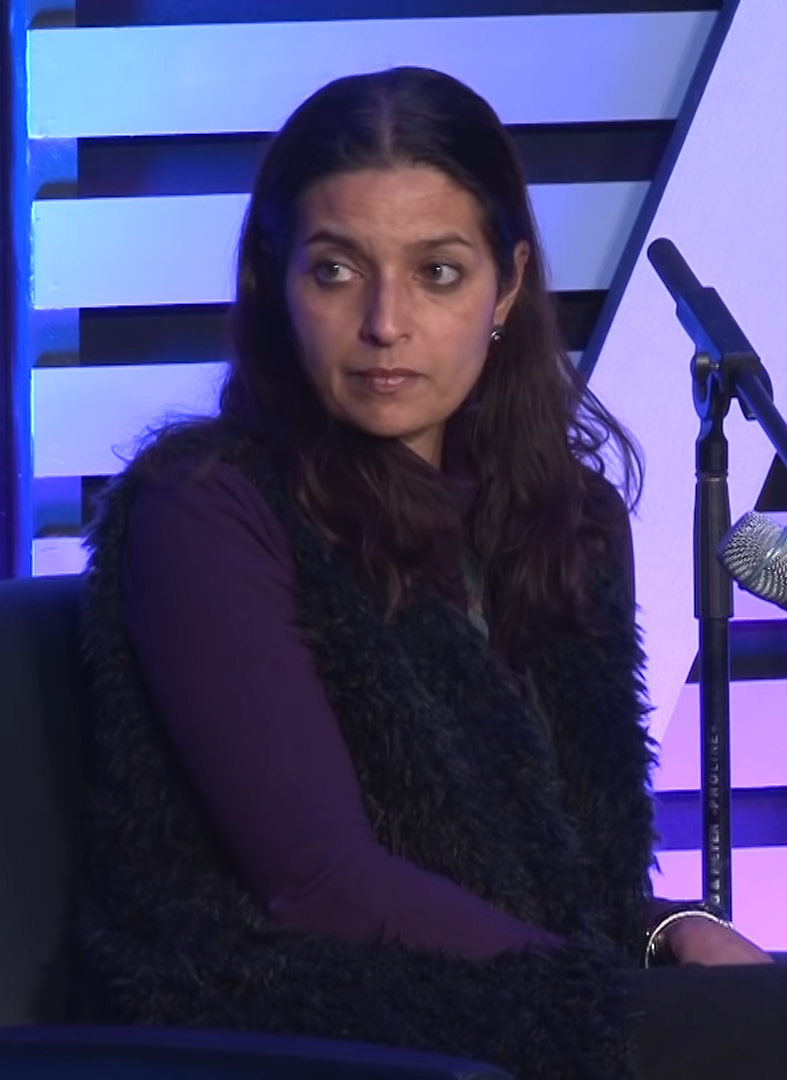
Lahiri nel 2016 a un incontro presso la George Mason University della contea di Fairfax, Virginia.

Lahiri ha anche avuto un rapporto con la rivista The New Yorker in cui ha pubblicato una serie di suoi racconti, per lo più narrativa, e alcune saggistica tra cui The Long Way Home; Cooking Lessons, una storia sull'importanza del cibo nella relazione di Lahiri con sua madre. Dal 2005, Lahiri è vicepresidente del PEN American Center, un'organizzazione progettata per promuovere l'amicizia e la cooperazione intellettuale tra gli scrittori. Nel febbraio 2010, fu nominata membro del Committee on the Arts and Humanities, insieme ad altri cinque.
Nel settembre 2013, il suo romanzo The Lowland venne inserito nella rosa dei candidati per il Man Booker Prize, che alla fine andò a The Luminaries di Eleanor Catton . Il mese seguente The Lowland venne anche selezionato per il National Book Award for Fiction ed è arrivato finalista il 16 ottobre 2013. Tuttavia, il 20 novembre 2013, il premio fu infine conferito a James McBride col suo romanzo The Good Lord Bird.
Nel 2014 fu chiamata a far parte della giuria alla 71ª Mostra internazionale d'arte cinematografica di Venezia. Lo stesso anno ha ricevuto la National Humanities Medal. Nel dicembre 2015, Lahiri pubblicò per il New Yorker un saggio intitolato Teach Yourself Italian, sulla sua esperienza di apprendimento dell'italiano: in esso dichiara di scrivere ormai solo in italiano, e il saggio stesso è stato tradotto dall'italiano all'inglese. Nello stesso anno Lahiri vinse il DSC Prize for South Asian Literature col suo libro The Lowland (Vintage Books / Random House, India) allo Zee Jaipur Literature Festival, per il quale è entrata a far parte del Limca Book of Records.
Nel 2017, Lahiri riceve il premio Pen / Malamud per l'eccellenza nel racconto. Il premio è stato istituito dalla famiglia dello scrittore vincitore del premio Pulitzer Bernard Malamud per onorare l'eccellenza nell'arte della narrativa breve. Nel 2018, Lahiri pubblicò il racconto The Boundary per il New Yorker: la storia esplora la vita di due famiglie e le caratteristiche contrastanti tra loro. Nello stesso anno, Lahiri pubblicò il suo primo romanzo in italiano, intitolato Dove mi trovo. Nel 2019 compilò, curò e tradusse il Penguin Book of Italian Short Stories che comprende 40 racconti scritti da 40 diversi scrittori italiani.
Nel 2022, Lahiri pubblica una nuova raccolta di racconti dal titolo Racconti Romani, che rimanda all'omonimo libro di Alberto Moravia; la traduzione inglese, Roman Stories, è stata pubblicata nell'ottobre 2023, tradotta da Lahiri e Todd Portnowitz.

## Televisione
Nel 2010 Lahiri lavorò alla terza stagione del programma televisivo HBO In Treatment. Quella stagione ha caratterizzato un personaggio di nome Sunil, un vedovo che si trasferisce negli Stati Uniti dall'India e lotta con dolore e shock culturale. Sebbene sia accreditata come scrittrice in questi episodi, il suo ruolo è stato più di consulente su come un bengalese potrebbe percepire Brooklyn.

## Temi
La scrittura di Lahiri è caratterizzata da un linguaggio "semplice" e dai suoi personaggi, spesso immigrati indiani in America che devono navigare tra i valori culturali della loro terra natale e la loro casa adottiva. La finzione di Lahiri è autobiografica e attinge spesso alle proprie esperienze, nonché a quelle dei suoi genitori, amici, conoscenti e altri nelle comunità bengalesi con cui ha familiarità. Lahiri esamina le lotte, le ansie e le inclinazioni dei suoi personaggi per raccontare le sfumature e i dettagli della psicologia e del comportamento degli immigrati.
Fino a Unacustomed Earth, Lahiri si è concentrata principalmente su immigrati indiani-americani di prima generazione e sulla loro lotta per far crescere una famiglia in un paese molto diverso dal loro. Le sue storie descrivono i loro sforzi per tenere i loro bambini a conoscenza della cultura e delle tradizioni indiane e per tenerli vicini anche dopo che sono cresciuti al fine di aggrapparsi alla tradizione indiana di una famiglia unita, in cui i genitori, i loro figli e le famiglie dei loro figli vivono sotto lo stesso tetto.
Unacustomed Earth ("Una nuova terra") si allontana da questo ethos originale, mentre i personaggi di Lahiri intraprendono nuove fasi di sviluppo. Queste storie scrutano il destino della seconda e terza generazione. Mentre le generazioni successive vengono sempre più assimilate nella cultura americana e si sentono a proprio agio nel costruire prospettive al di fuori del loro paese di origine, la narrativa di Lahiri sposta il proprio focus verso i bisogni dell'individuo per mostrare come le nuove generazioni si discostano dai vincoli dei genitori immigrati, che sono spesso devoti alla loro comunità e alla loro responsabilità verso gli altri immigrati.

## Riconoscimenti
- 1993 - Premio TransAtlantic dalla Fondazione Henfield
- 1999 - Premio O. Henry per il racconto "Interpreter of Maladies"
- 1999 - Premio PEN/Hemingway (Miglior debutto dell'anno nella fiction) per "Interpreter of Maladies"
- 1999 - "Interpreter of Maladies" selezionato come uno dei migliori racconti americani
- 2000 - Premio Addison Metcalf dell'American Academy of Arts and Letters
- 2000 - "The Third and Final Continent" viene selezionato come uno dei migliori racconti americani
- 2000 - The New Yorker ' Best Debut of the Year per "Interpreter of Maladies"
- 2000 - Premio Pulitzer per la fiction per il suo debutto "Interpreter of Maladies"
- 2000 - Premio MFK Fisher Distinguished Writing della James Beard Foundation per "Indian Takeout" nella rivista Food &amp; Wine
- 2002 - Guggenheim Fellowship
- 2002 - "Nobody's Business" viene selezionato come uno dei migliori racconti americani
- 2008 - Frank O'Connor International Short Story Award per "Unaccustomed Earth"
- 2009 - Premio letterario americano asiatico per "Unaccustomed Earth"
- 2009 - Premio Gregor von Rezzori per la narrativa straniera tradotto in italiano per "Unaccustomed Earth" ("Una nuova terra"), tradotto da Federica Oddera (Guanda)
- 2014 - Premio DSC per la letteratura dell'Asia meridionale per The Lowland[34]
- 2014 - National Humanities Medal[35]
- 2015 - Laurea Honoris Causa in Lingua e Cultura italiana per l'insegnamento agli stranieri e per la scuola - Università per stranieri di Siena
- 2017 - Premio PEN/Malamud
- 2021 - Laurea Honoris Causa in Specialized Translation - Università di Bologna
- 2023 - Laurea Honoris Causa - The American University of Rome («in riconoscimento del suo straordinario contributo alla letteratura in inglese e in italiano»)[36]

## Opere

### Romanzi
- The Namesake, 2003 (L'omonimo, trad. italiana di Claudia Tarolo, Marcos y Marcos, Milano, 2003)
- The Lowland, 2013 (La moglie, trad. italiana di Federica Oddera, Guanda, Parma, 2013)
- Dove mi trovo, Guanda, Parma, 2018 (scritto in italiano e tradotto in inglese da Lahiri come Whereabouts. A novel, 2021)

### Narrativa
Raccolte
- Interpreter of Maladies, 1999 (L'interprete dei malanni, trad. di Claudia Tarolo, Marcos y Marcos, Milano, 2000)

1. A Temporary Matter (precedentemente pubblicato su The New Yorker)
2. When Mr. Pirzada Came to Dine (precedentemente pubblicato su The Louisville Review)
3. Interpreter of Maladies (precedentemente pubblicato sulla rivista Agni)
4. A Real Durwan (precedentemente pubblicato sulla Harvard Review)
5. Sexy (precedentemente pubblicato su The New Yorker)
6. Mrs. Sen's (precedentemente pubblicato su Salamander)
7. This Blessed House (precedentemente pubblicato su Epoch)
8. The Treatment of Bibi Haldar (precedentemente pubblicato su Story Quarterly)
9. The Third and Final Continent

- Unaccustomed Earth, 2008 (Una nuova terra, trad. di Federica Oddera, Guanda, Parma, 2008)

1. Unaccustomed Earth
2. Hell-Heaven (precedentemente pubblicato su The New Yorker)
3. A Choice of Accommodations
4. Only Goodness
5. Nobody's Business (precedentemente pubblicato su The New Yorker)
6. Once In A Lifetime (precedentemente pubblicato su The New Yorker)
7. Year's End (precedentemente pubblicato su The New Yorker)
8. Going Ashore

- Racconti Romani, 2022 (Guanda, Parma, 2022)

Narrativa breve non raccolta
| Titolo         | Anno | Pubblicato per la prima volta                                                                     | Ristampato / raccolta | Appunti |
| -------------- | ---- | ------------------------------------------------------------------------------------------------- | --------------------- | ------- |
| Amore fraterno | 2013 | Lahiri, Jhumpa, Brotherly love, in The New Yorker, vol. 89, n. 17, giugno 10–17, 2013, pp. 70-89. |                       |         |
| Il confine     | 2018 | Lahiri, Jhumpa (29-gennaio-2018). "Il confine". . Il newyorkese.                                  |                       |         |

### Poesia
- Il quaderno di Nerina, Guanda, Parma, 2021 (raccolta di poesie scritte in italiano)

### Traduzioni
- Ties (2017), traduzione dall'italiano di Lacci di Domenico Starnone
- Trick (2018), traduzione dall'italiano di Scherzetto di Domenico Starnone

### Curatele
- The Penguin Book of Italian Short Stories. Edited by Jhumpa Lahiri (Penguin Classics, 2019), poi pubblicato in italiano come  Racconti italiani scelti e introdotti da Jhumpa Lahiri (Parma, Guanda, 2019)

### Saggistica
Libri
- In altre parole, Guanda, Parma, 2015 (scritto in italiano, traduzione inglese pubblicata come In Other Words, 2016)
- Il vestito dei libri, Guanda, Parma, 2016 (scritto in italiano, traduzione inglese come The Clothing of Books, 2016)
- Perché l'italiano? Storia di una metamorfosi, Einaudi, Torino, 2025.

Opere non raccolte
- The Magic Barrel: Stories (introduzione) di Bernard Malamud, Farrar, Straus e Giroux, luglio 2003.
- "Cooking Lessons: The Long Way Home". (6 settembre 2004, The New Yorker )
- Malgudi Days (introduzione) di RK Narayan, Penguin Classics, agosto 2006.
- "Rhode Island" in State by State: A Panoramic Portrait of America a cura di Matt Weiland e Sean Wilsey, Ecco, 16 settembre 2008
- "Improvisations: Rice". (23 novembre 2009, The New Yorker )
- "Trading Stories: Notes from an apprenticeship.". (13 giugno 2011, The New Yorker )
- The Suspension of Time: Reflections on Simon Dinnerstein e The Fulbright Triptych a cura di Daniel Slager, Milkweed Editions, 14 giugno 2011.
- "Teach Yourself Italian". (7 dicembre 2015, The New Yorker)